# Itai Chammah
Itai Chammah (hebreiska: איתי צ'מה) född 11 november 1985 i Yavne, är en israelisk simmare som representerade Israel vid Olympiska sommarspelen 2008 i Peking. Hans collegelag var Ohio State University.